# Celná
Celná (deutsch Zollhaus) ist ein Ortsteil der Gemeinde Křimov in Tschechien.

## Geographie
Celná liegt drei Kilometer nordöstlich von Výsluní linksseitig über dem Tal des Prunéřovský potok auf dem Kamm des sächsisch-böhmischen Erzgebirges. Nordwestlich erhebt sich der Nad nádražím (786 m) und im Süden die Poustevna (Schweigerberg, 825 m). Östlich entspringt die Hutná. Im Norden führen die Staatsstraße I/7 von Chomutov nach Reitzenhain sowie die Bahnstrecke Chomutov–Vejprty vorbei, dort liegt auch in einem knappen Kilometer Entfernung die Bahnstation Křimov.
Nachbarorte sind Nová Ves und die Wüstung Stráž im Norden, Křimov im Nordosten, Strážky und Nebovazy im Osten, Lideň und Vysoká im Südosten, Vysoká Jedle im Süden sowie Sobětice und Kýšovice im Südwesten.

## Geschichte

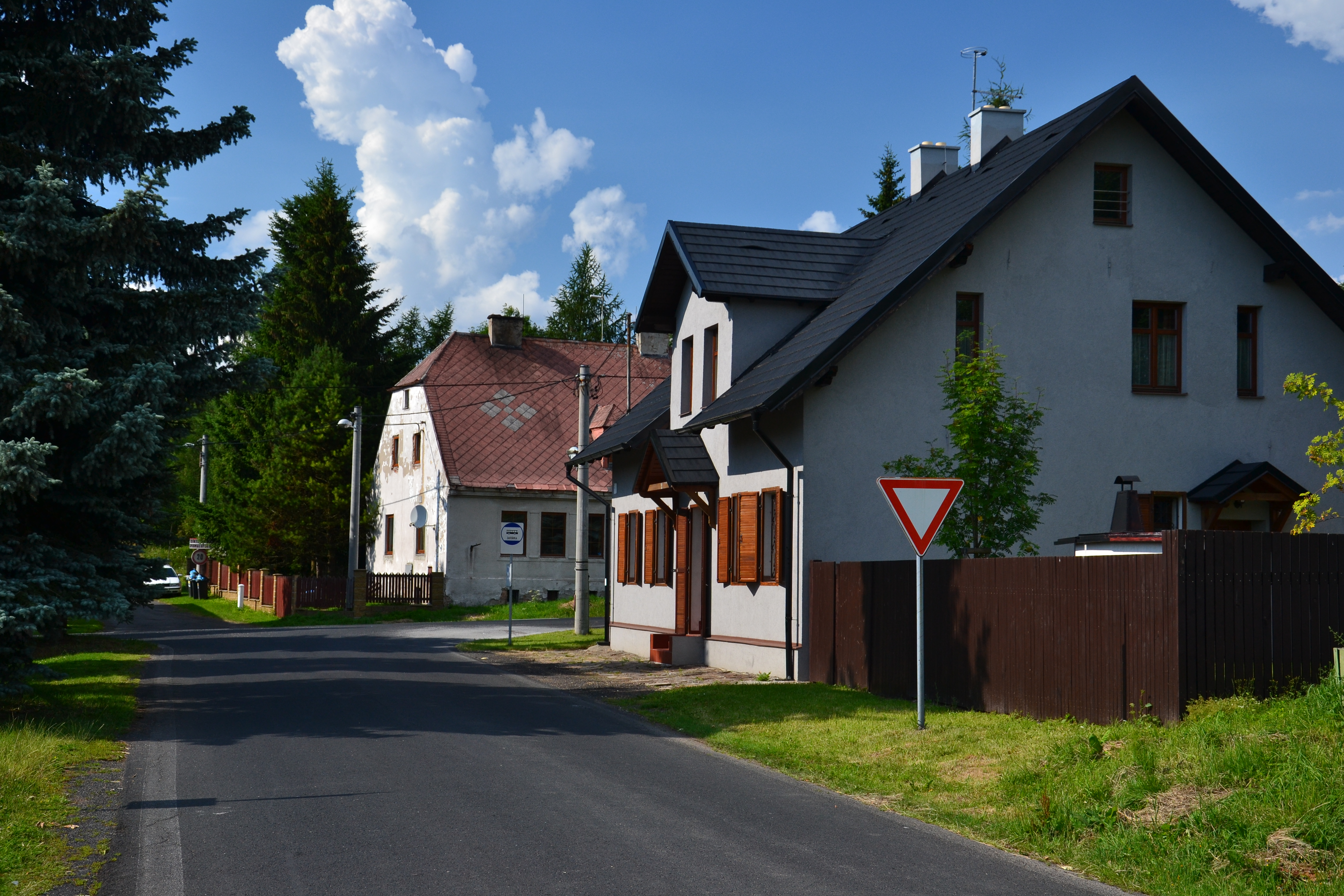
Straße in Celná

Celná entstand an einem Wegekreuz der alten Handelsverbindung von Komotau nach Sachsen mit weiteren Wegen, die durch das Gebirge nach Saaz, Kaaden, Klösterle, St. Joachimsthal und Preßnitz führten. Die erste schriftliche Erwähnung des Zollhauses bei Krima  erfolgte im Jahre 1563 in einem Brief des Komotauer Hauptmanns Aulička an den Besitzer der Herrschaft Komotau, Erzherzog Ferdinand II. im Zusammenhang mit dort festgestellten Bärenspuren. Nicht bekannt ist, ob der Ort zu dieser Zeit ständig bewohnt oder nur als zeitweilig als Zöllnerunterkunft diente. Eine ständige Besiedlung ist seit dem 29. Oktober 1717 belegbar. Zu dieser Zeit gestattete die Herrschaft Brunnersdorf-Hagensdorf vier Familien die Ansiedlung am Zollhaus und teilte ihnen Land zur Urbarmachung zu. Später entstand unterhalb der Ansiedlung im Grund des Brunnersdorfer Baches eine Sägemühle. Die Bewohner von Zollhaus waren nach Krima gepfarrt. 1843 bestand Zollhaus aus vier Häusern und hatte zwölf Einwohner.
Nach der Aufhebung der Patrimonialherrschaften bildete Zollhaus / Celná Ves ab 1850 einen Ortsteil der politischen Gemeinde Krima in der Bezirkshauptmannschaft Komotau. 1868 begann der Bau der Bahnstrecke Komotau-Weipert durch die Buschtěhrader Eisenbahn. Vier Jahre später wurde die Strecke und nördlich des Dorfes die Bahnstation Krima-Neudorf eingeweiht. 1875 wurde auch die dort abzweigende Strecke nach Reitzenhain in Betrieb genommen. Im Jahre 1900 lebten in den sieben Häusern des Dorfes 32 Menschen. Zu dieser Zeit wurde die tschechische Ortsbezeichnung Celná Ves durch Celná ersetzt. Bis 1930 war Zollhaus auf neun Häuser angewachsen und hatte 63 Einwohner. Nach dem Münchner Abkommen wurde das Dorf 1938 dem Deutschen Reich zugeschlagen und gehörte bis 1945 zum Landkreis Komotau. In den letzten Tagen des Zweiten Weltkrieges führte am 16. und 17. April 1945 ein Todesmarsch von KZ-Häftlingen von Reitzenhain über Ulmbach, Sebastiansberg, Neudorf, Domina, Schönlind, Oberdorf und Komotau ins Nordböhmische Becken. Nach dem Ende des Krieges kam Celná zur Tschechoslowakei zurück und die deutschen Bewohner vertrieben. Eine Wiederbesiedlung gelang nicht, 1950 hatte Celná nur noch zwei Einwohner. Bei der Volkszählung von 1991 hatte Celná keinen ständigen Einwohner und die 45 Hütten und Chaluppen wurden ausschließlich zu Erholungszwecken genutzt. Im Jahre 2001 bestand im Dorf ein Wohnhaus, in dem acht Menschen lebten.

## Entwicklung der Einwohnerzahl
| Jahr | Einwohnerzahl |
| ---- | ------------- |
| 1869 | 54            |
| 1880 | 37            |
| 1890 | 43            |
| 1900 | 32            |
| 1910 | 48            |

| Jahr | Einwohnerzahl |
| ---- | ------------- |
| 1921 | 51            |
| 1930 | 63            |
| 1950 | 2             |
| 1961 | 0             |
| 1970 | 2             |

| Jahr | Einwohnerzahl |
| ---- | ------------- |
| 1980 | 2             |
| 1991 | 0             |
| 2001 | 8             |
| 2011 | 3             |

## Sehenswürdigkeiten
- Felstal des Prunéřovský potok mit Felsformation Myší díra und altem Mühlenwehr
- Gedenkstein für die Opfer des Todesmarsches vom 16. und 17. April 1945, östlich des Dorfes an der Hutná